# Gustave de Schrynmakers de Dormael
Pour les articles homonymes, voir Dormael.
Gustave de Schrynmakers de Dormael, dit Gossy, né le 2 décembre 1890 à Bruxelles et décédé le 24 avril 1954 à Dormaal, est un homme politique libéral belge.

## Biographie
Gustave de Schrynmakers de Dormael est propriétaire foncier.
Il est élu conseiller communal (1923-) et bourgmestre (1924-) de Dormaal. Il est sénateur rexiste de l'arrondissement de Louvain entre 1936 et 1939.
Il est fait chevalier de l'ordre de la Couronne.

## Généalogie
Gustave de Schrynmakers de Dormael est le fils de Julien (1855-1923) et Berthe Pinnoy (1859-1924). Il épouse en 1926 Renée Fontaine (1904-1991) et a trois enfants : Thierry, Diane et Pascale.